# Nasa puracensis
Nasa puracensis là một loài thực vật có hoa trong họ Loasaceae. Loài này được (S.F. Blake & Killip) Weigend mô tả khoa học đầu tiên năm 2006.